# カラーフィールド・ペインティング
カラーフィールド・ペインティング（英語: Color field painting）は、1950年代末から1960年代にかけてのアメリカ合衆国を中心とした抽象絵画の一動向。絵の中に線・形・幾何学的な構成など、何が描かれているか分かるような絵柄を描いたりはせず、キャンバス全体を色数の少ない大きな色彩の面で塗りこめるという特徴があった。その作品の多くは巨大なキャンバスを使っており、キャンバスの前の観客は身体全体を一面の色彩に包み込まれることになる。

## 語源
もともとは巨大な絵を制作することを通して、観客を包み込むような「場所」を作り観客に超越的な感覚を与えたいと語っていた画家バーネット・ニューマンの絵画を評して、批評家クレメント・グリーンバーグが1955年に使った言葉であった。この言葉は、色彩（カラー）を使ってキャンバスに「場（フィールド）」を出現させようとした同時代の抽象画家、特に抽象表現主義などの作家について説明するためにも使われるようになった。

## 色彩と場
グリーンバーグの説明する「場」とは、部分や要素の集合ではなく全体性や構造こそ重要視されるべきとしたゲシュタルト心理学を応用したものである。カラーフィールド・ペインティングで作られる絵画平面では、色面に中心や焦点がなく、「地」と「図」（柄と背景）の区別もなく、厚みもなく平面的で、どこをとっても均質で、画面を越えて色面がどこまでも続いているように見える、「オールオーバー」といわれる画面作りがされている。ここでは、絵画はのぞき窓ではなく、絵具を乗せた単なる平面だと認識された。そのため、画面の中に三次元の奥行きや世界があるように錯覚させる陰影や透視法などヨーロッパ絵画の伝統的な「イリュージョン」は否定されている。また花や人物、幾何学的図形といった主役となる中心（ヒエラルキー）は「地」と「図」の区別をつくってしまうためこれも否定されている。色彩はこうした陰影や物を描くために従属的に使われるのではなく、平面自体が主役となるような場を作るために使われている。
クレメント・グリーンバーグは、これら色彩や輪郭線の区別のあいまいな絵画作品を、1964年に自ら企画した展覧会名にちなみ「ポスト・ペインタリー・アブストラクション」（「絵画的抽象以降の抽象」、「地」に何か「図」が描いてある絵画的な状態を克服して、平面的で一切のイリュージョンを廃した抽象画）と呼んだが、最初にニューマンを評した際に使ったカラーフィールド・ペインティングが定着した。

## フォーマリズムとモダニズム
グリーンバーグは、同時期の絵画を評して使われた「アクション・ペインティング」という用語の、美術家の行為を重視する見方より、美術家が作り出す絵画の形態を重視するフォーマリズムの立場を強調し、内容よりも形態こそが美術を批判的に評価して前進させる原動力と考えていた。彼は、モダニズム美術は自己批判を繰り消しながら余計な物をそぎ落とし根本的な要素まで還元し、形態・輪郭・色彩が平面上ですべて一つになる「形態的な純粋性」にいたる途上にあるとして、カラーフィールド・ペインティングをモダニズムの前衛として評価した。

## 他の時代の美術との関係
還元的になりすぎたカラーフィールド・ペインティングは1960年代には一旦下火になりグリーンバーグも大きな批判を受けたが、その作家たちは以後も試行錯誤を続け後進の美術家たちに影響を与え、1990年代以降にはグリーンバーグも再評価の動きがある。
カラーフィールド・ペインティングの原点を、20世紀前半のシュプレマティスムに求める考えもある。また、観客を包み込み空間を変容させる作品、というアイデアは、1970年代以降のインスタレーションにもつながっている。

## カラーフィールド・ペインティングの代表的な画家
- アンソニー・カロ
- ヘレン・フランケンサーラー
- モーリス・ルイス
- ロバート・マザウェル（英語版）
- バーネット・ニューマン
- ケネス・ノーランド
- マーク・ロスコ
- フランク・ステラ
- 中里斉
- 根岸芳郎